# Río Leff
El río Leff (en breton Leñv) es un corto río del noroeste de  Francia, un afluente por la derecha del río Trieux, en el que desemboca al fondo de su estuario. Nace en Le Laslay y todo su recorrido se desarrolla en el departamento de Côtes-d'Armor, en Bretaña. Las principales poblaciones que atraviesa son Châtelaudren y Lanvollon. Históricamente, marca la frontera entre Trégor y Goëlo. Existe uso para agua de consumo humano y para piscicultura.
- Datos: Q953413
- Multimedia: Leff / Q953413